# Musikjahr 1882
Liste der Musikjahre

◄◄ | ◄ | 1878 | 1879 | 1880 | 1881 | Musikjahr 1882 | 1883 | 1884 | 1885 | 1886 | ► | ►►

Weitere Ereignisse
Dieser Artikel behandelt das Musikjahr 1882.

## Ereignisse
- 29. März: Die 1. Sinfonie von Alexander Glasunow, das Werk eines 16-Jährigen, wird in St. Petersburg erfolgreich uraufgeführt.
- 05. Dezember: Unter dem Namen Siegfried Ochs’scher Gesangsverein gründet der Komponist Siegfried Ochs den Philharmonischen Chor Berlin als Gemischten Chor.
- Die Helsingin Musiikkiopisto in Helsinki wird gegründet.

## Instrumentalmusik (Auswahl)
- Johannes Brahms: Streichquintett Nr. 1 F-Dur op. 88
- César Cui: Orchestersuite Nr. 1 op. 20
- Antonín Dvořák: Ouvertüre Mein Heim op. 62; In der Natur, 5 Lieder für gem. Chor op. 63
- Charles Gounod: Hochzeitsmarsch Nr. 1 C-Dur für 3 Posaunen und Orgel; Hochzeitsmarsch Nr. 2 A-Dur; La rédemption Geistliche Trilogie
- Édouard Lalo: Guitare für Violine und Klavier op. 28
- Carl Reinecke: Sonate Undine op. 167 für Flöte und Klavier
- Julius Röntgen: Klavierkonzert D-Dur Nr. 2 op. 1
- Bedřich Smetana: Mein Vaterland, Uraufführung des vollständigen Zyklus am 5. November in Prag
- Johann Strauss (Sohn): Frisch ins Feld (Marsch) op. 398; Was sich liebt, neckt sich (Polka) op. 399; Kuß-Walzer op. 400; Der Klügere gibt nach (Polka-Mazurka) op. 401; Der lustige Krieg (Quadrille) op. 402; Entweder – oder (Schnell-Polka) op. 403; Violetta (Polka) op. 404; Nord und Süd (Polka) op. 405; Italienischer Walzer op. 407
- Richard Strauss: Violinkonzert d-Moll op. 8
- Pjotr Iljitsch Tschaikowski: Klaviertrio a-Moll À la mémoire d’un grand artiste op. 50, Uraufführung am 3. Oktober
- Charles-Marie Widor: Deuxième Symphonie en la, op. 54

## Vokalmusik (Auswahl)
- 05. Februar: Anton Bruckner komponiert sein Ave Maria, WAB 7, für Alt (oder Bariton) Solostimme und Klavier (Orgel, Piano oder Harmonium).
- Anton Bruckner: Sängerbund, WAB 82; Volkslied, WAB 94

## Musiktheater

Karikatur im Satireblatt Kikeriki auf den Erfolg des Bettelstudenten kurz nach dessen Uraufführung

- 31. Januar: Die Oper Gudrun von August Klughardt wird in Neustrelitz uraufgeführt.
- 04. Februar: Uraufführung der Operette Das Herzblättchen von Franz von Suppè im Carltheater in Wien.
- 10. Februar Uraufführung der Oper Schneeflöckchen von Nikolai Andrejewitsch Rimski-Korsakow im Mariinski-Theater in St. Petersburg.
- 26. Juli: Das letzte musikdramatische Werk von Richard Wagner, das „Bühnenweihfestspiel“ Parsifal hat mit Erfolg seine Uraufführung am Bayreuther Festspielhaus. Dirigent ist Hermann Levi. Das Bühnenbild stammt von Paul von Joukowsky.
- 20. August: Die Uraufführung der Ouvertüre 1812 von Pjotr Iljitsch Tschaikowski findet in der Christ-Erlöser-Kathedrale in Moskau statt. Tschaikowski selbst betrachtet das Stück trotz seines Erfolges skeptisch und spricht ihm jeglichen künstlerischen Wert ab.
- 29. Oktober: Uraufführung der Oper Die Teufelswand von Bedřich Smetana im Prager Interimstheater.
- 25. November: Uraufführung der komischen Oper Iolanthe von Arthur Sullivan im Savoy-Theater, London.
- 06. Dezember: Am Theater an der Wien in Wien findet die Uraufführung der Operette Der Bettelstudent von Karl Millöcker mit dem Libretto von Friedrich Zell und Richard Genée statt. Das Stück aus der Goldenen Operettenära wird zu einer der beliebtesten deutschsprachigen Operetten.

Weitere Uraufführungen
- Giovanni Bottesini: Nerina (Oper in einem Akt) Uraufführung in Neapel
- John Philip Sousa: The Smugglers (Operette)
- Adolf Müller junior: Der kleine Prinz (Operette)

## Geboren

### Januar bis Juni
- 16. Januar: Arthur Kay, Dirigent, Komponist, Arrangeur und Cellist († 1969)
- 18. Januar: Lazare Lévy, französischer Pianist, Musikpädagoge und Komponist († 1964)
- 22. Januar: Ernesto Drangosch, argentinischer Komponist und Pianist († 1925)
- 02. Februar: Geoffrey O’Hara, kanadischer Sänger und Komponist († 1967)
- 04. Februar: Raúl Borges, kolumbianischer Komponist, Gitarrist und Musikpädagoge († 1967)
- 07. Februar: Josephine Gerwing, deutsche Geigerin († 1930)

Adelaïde von Skilondz; * 8. Februar

- 08. Februar: Adelaïde von Skilondz, russische Opernsängerin († 1969)
- 10. Februar: Alfred La Liberté, kanadischer Komponist, Pianist und Musikpädagoge († 1952)
- 17. Februar: Kurt Schindler, deutsch-US-amerikanischer Dirigent und Komponist († 1935)
- 19. Februar: Berta Kiurina, österreichische Opernsängerin († 1933)
- 22. Februar: Ralph Lyford, US-amerikanischer Dirigent und Komponist († 1927)
- 23. Februar: Ladislav Vycpálek, tschechischer Komponist († 1969)
- 25. Februar: Roméo Beaudry, kanadischer Komponist, Musikkritiker, -produzent und -verleger († 1932)
- 28. Februar: Richard Heinrich Stein, deutscher Komponist († 1942)
- 05. März: Pauline Donalda, kanadische Sängerin und Gesangslehrerin († 1970)
- 09. März: Adolf Hamm, deutscher Organist († 1938)
- 09. März: Cyril Monk, australischer Geiger, Musikpädagoge und Komponist († 1970)
- 18. März: Gian Francesco Malipiero, italienischer Komponist und Musikwissenschaftler († 1973)
- 19. März: Vladimir Dyck, ukrainischer Komponist und Musikpädagoge († 1943)
- 21. März: Fritzi Massary, österreichische Sängerin und Schauspielerin († 1969)
- 00. März: Laura Smith, US-amerikanische Vaudeville-Blues- und Country-Blues-Sängerin († 1932)
- 04. April: Mary Howe, US-amerikanische Pianistin und Komponistin († 1964)
- 13. April: Edgar Richter, österreichischer Sänger († 1952)
- 16. April: Seth Bingham, US-amerikanischer Komponist, Organist und Musikpädagoge († 1972)
- 17. April: Louis Bachner, US-amerikanischer klassischer Pianist, Sänger und Gesangspädagoge († 1945)

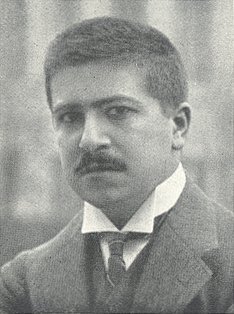
Artur Schnabel; * 17. April

- 17. April: Artur Schnabel, österreichischer Pianist und Komponist († 1951)
- 18. April: Leopold Stokowski, englischer Dirigent († 1977)
- 19. April: Hans Stilp, österreichischer Komponist († 1956)
- 21. April: W. H. Anderson, kanadischer Sänger, Chorleiter und Gesangspädagoge († 1955)
- 25. April: Nils Mattias Andersson, schwedisch-samischer Rentierhalter und Joiker († 1974)
- 27. April: Georg Bertram, deutscher Pianist und Musikpädagoge († 1941)
- 02. Mai: Hermann Barrenscheen, Schweizer Maler und Konzert- und Opernsänger († 1953)
- 10. Mai: Lydia Lipkowska, russisch-rumänische Opernsängerin und Koloratursopranistin ukrainischer Herkunft († 1958)
- 11. Mai: Joseph Marx, österreichischer Komponist († 1964)
- 12. Mai: Ludovic Lamothe, haitianischer Pianist und Komponist († 1953)
- 17. Mai: Walther Pfitzner, deutsch-amerikanischer Pianist, Dirigent, Komponist und Musikpädagoge († 1956)
- 18. Mai: Georgi Atanassow, bulgarischer Komponist und Dirigent († 1931)
- 18. Mai: Eduardo Fabini, uruguayischer Komponist († 1950)
- 20. Mai: Bernardino Terés, argentinischer Tangopianist, Bandleader und Komponist spanischer Herkunft († 1969)
- 25. Mai: Maurice Le Boucher, französischer Komponist, Organist und Musikpädagoge († 1964)
- 04. Juni: Erwin Lendvai, ungarischer Komponist († 1949)
- 11. Juni: Géza de Kresz, österreich-ungarisch-kanadischer Geiger, Musikpädagoge und Komponist († 1959)
- 13. Juni: Wilhelm Krabbe, deutscher Germanist, Musikwissenschaftler und Bibliothekar († 1961)

Igor Fjodorowitsch Strawinski; * 17. Juni

- 17. Juni: Igor Fjodorowitsch Strawinski, russisch-US-amerikanischer Komponist († 1971)
- 18. Juni: Louis Bailly, kanadischer Violinist und Musikpädagoge († 1974)
- 23. Juni: Walter Klein, österreichischer Musiktheoretiker, Komponist und Musikpädagoge († 1961)
- 28. Juni: Arthur Kistenmacher, deutscher Opernsänger (Tenor), Musikpädagoge, Komponist und Schauspieler († 1965)

### Juli bis Dezember
- 07. Juli: Zdzisław Jachimecki, polnischer Musikwissenschaftler und -pädagoge († 1953)
- 08. Juli: Percy Grainger, australischer Komponist und Professor († 1961)
- 12. Juli: Eugen Schmitz, deutscher Musikwissenschaftler und -kritiker († 1959)
- 17. Juli: Gustav Bock, deutscher Musikverleger († 1953)
- 22. Juli: Marceli Popławski, polnischer Komponist, Geiger, Dirigent und Musikpädagoge († 1948)
- 28. Juli: Jimmy Cox, US-amerikanischer Varieté-Künstler und Songwriter († 1925)
- 03. August: Segundo Luis Moreno, ecuadorianischer Komponist († 1972)
- 13. August: Jean Blake Coulthard, kanadische Pianistin und Musikpädagogin († 1933)
- 15. August: Marion Bauer, US-amerikanische Komponistin († 1955)
- 18. August: Marcel Samuel-Rousseau, französischer Komponist († 1955)
- 27. August: Jan Hambourg, kanadischer Geiger († 1947)
- 27. August: Jaroslav Křička, tschechischer Komponist († 1969)
- 05. September: Max Saal, deutscher Harfenist, Pianist und Musikpädagoge († 1948)
- 06. September: John Powell, US-amerikanischer Pianist und Komponist († 1963)
- 09. September: Paul-Marie Masson, französischer Musikwissenschaftler und Hochschullehrer († 1954)
- 13. September: Herbert Berliner, kanadischer Musikproduzent und Erfinder († 1966)
- 14. September: Harald Fryklöf, schwedischer Organist, Musikpädagoge und Komponist († 1919)

Emmerich Kálmán; * 24. Oktober

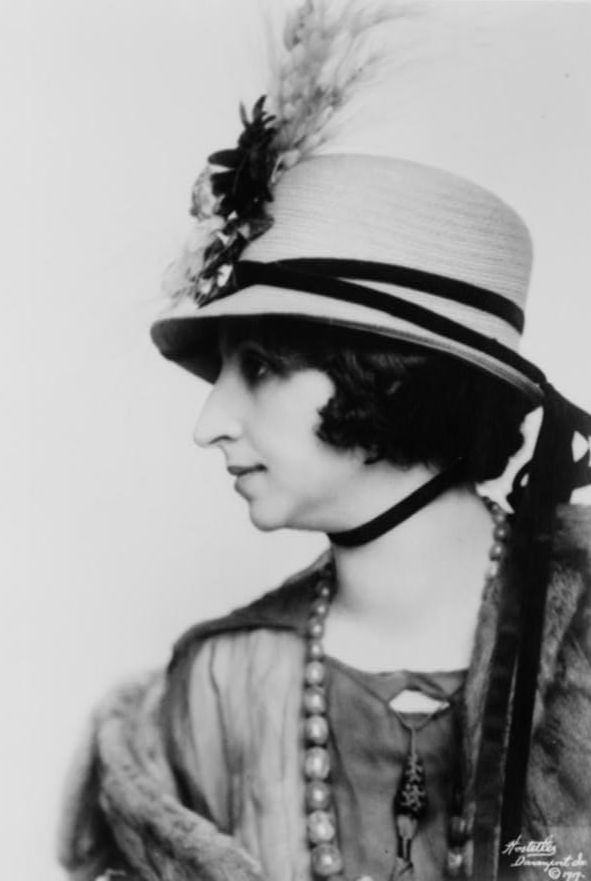
Amelita Galli-Curci; * 18. November

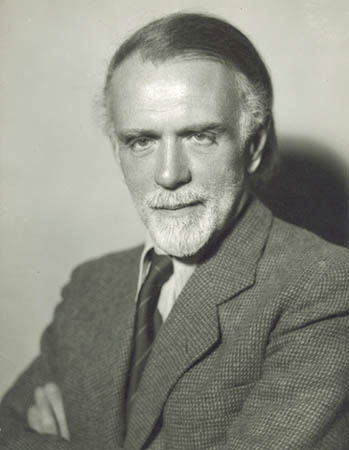
Zoltán Kodály; * 16. Dezember

- 21. September: Hubert Eisdell, englischer Sänger († 1948)
- 22. September: Saul Brant, US-amerikanischer Geiger, Chorleiter und Musikpädagoge († 1934)
- 27. September: Elly Ney, deutsche Pianistin und Interpretin der Werke von Ludwig van Beethoven († 1968)
- 06. Oktober: Karol Szymanowski, polnischer Komponist († 1937)
- 07. Oktober: Lili Hutterstrasser-Scheidl, österreichische Komponistin († 1942)
- 09. Oktober: Hermann Abendroth, deutscher Kabarettist, Entertainer und Komponist († 1951)
- 11. Oktober: Gilfredo Cattolica, italienischer Komponist und Musikpädagoge († 1962)
- 11. Oktober: Robert Nathaniel Dett, kanadischer Komponist und Pianist († 1943)
- 15. Oktober: Fernand Gillet, US-amerikanischer Oboist und Musikpädagoge († 1980)
- 24. Oktober: Emmerich Kálmán, ungarischer Komponist († 1953)
- 25. Oktober: Florence Easton, englische Sopranistin († 1955)
- 25. Oktober: Paul Kiem, deutscher (bayerischer) Volksmusiker († 1960)
- 27. Oktober: Lazare Saminsky, russisch-jüdischer Komponist († 1959)
- 05. November: Alois Röthlin, Schweizer Komponist, Organist und Politiker († 1957)
- 11. November: Viggo Kihl, kanadischer Pianist und Musikpädagoge († 1945)
- 12. November: Wladimir Metzl, russischer Pianist, Komponist und Musikpädagoge († 1950)
- 13. November: Estanislao Mejía, mexikanischer Komponist († 1967)
- 14. November: Norah de Kresz, englische Pianistin und Musikpädagogin († 1960)
- 17. November: Arturo Bernstein, argentinischer Bandoneonist und Tangokomponist († 1935)
- 18. November: Amelita Galli-Curci, italienische Koloratursopranistin († 1963)
- 19. November: Dmitri Alexejewitsch Smirnow, russischer Sänger (Tenor) († 1944)
- 27. November: Leo Kestenberg, deutsch-israelischer Kulturpolitiker, Pianist und Musikpädagoge († 1962)
- 29. November: Vali von der Osten, deutscher Sopran († 1923)
- 06. Dezember: Tomàs Buxó i Pujadas, katalanischer Pianist, Musikpädagoge und Komponist († 1962)
- 08. Dezember: Manuel María Ponce, mexikanischer Komponist († 1948)
- 16. Dezember: Zoltán Kodály, ungarischer Komponist und Musikethnologe († 1967)
- 19. Dezember: Walter Braunfels, deutscher Komponist und Pianist († 1954)
- 19. Dezember: Bronisław Huberman, polnischer Violinist († 1947)

### Geburtsdatum unbekannt
- Tarquinia Tarquini, italienische dramatische Sopranistin († 1976)

## Gestorben

### Todesdatum gesichert

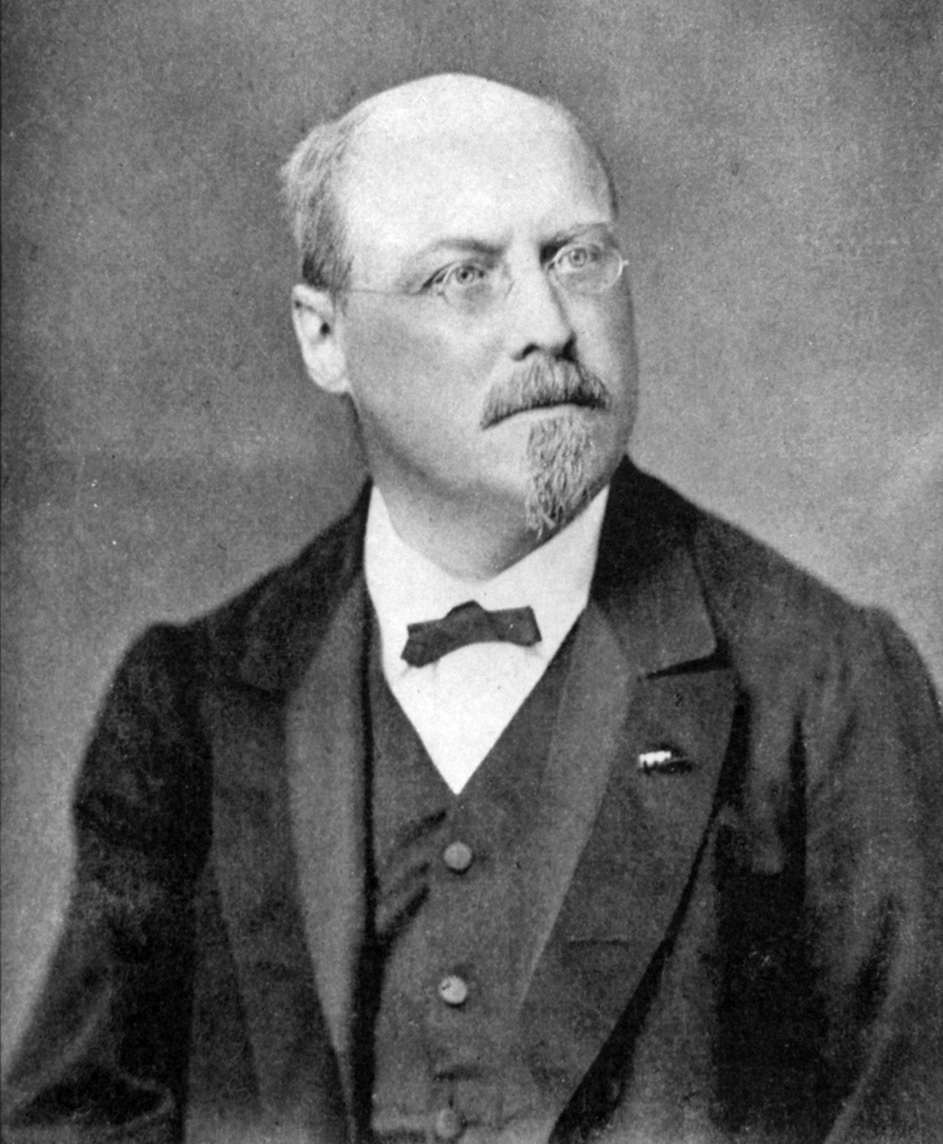
Joachim Raff; † 24. Juni

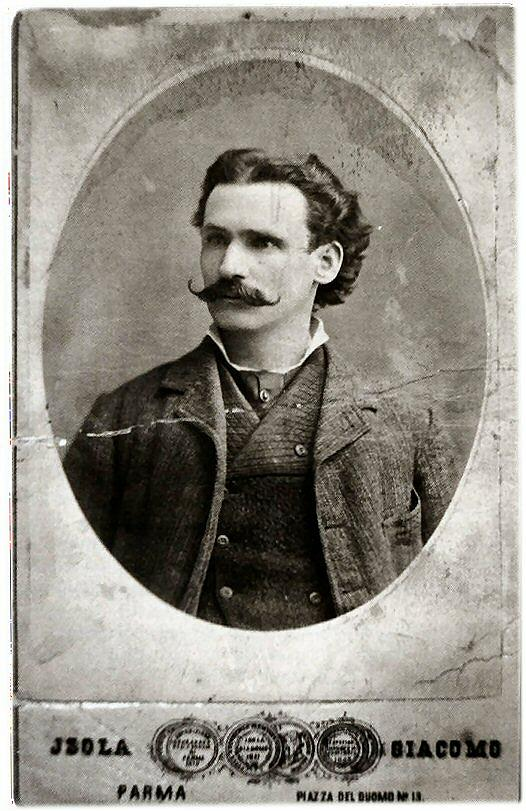
Lodovico Giraud; † 16. Oktober

- 03. Januar: Karl Schneider, deutscher Sänger und Gesangspädagoge (* 1822)
- 04. Februar: John Hiles, englischer Organist und Musikpädagoge (* 1810)
- 16. Februar: Julián Gavino Arcas Lacal, spanischer Gitarrist, Komponist und Gitarrenlehrer (* 1832)
- 27. Februar: Alfred Jaell, österreichischer Pianist und Komponist (* 1832)
- 01. März: Theodor Kullak, deutscher Pianist und Komponist (* 1818)
- 02. März: Louis Kufferath, deutscher Komponist (* 1811)
- 20. April: Hermann Schornstein, deutscher Pianist, Dirigent und Komponist (* 1811)
- 22. April: Franz Botgorschek, österreichischer Flötist (* 1812)
- 14. Mai: Therese Devrient, deutsche Schriftstellerin und Sängerin (* 1803)
- 24. Juni: Joachim Raff, Schweizer Komponist (* 1822)
- 25. Juli: Abel Burckhardt, Schweizer Pfarrer und Komponist (* 1805)
- 21. August: Jurij Mihevec, slowenischer Komponist (* 1805)
- 10. September: Edmond Membrée, französischer Komponist (* 1820)
- 16. Oktober: Lodovico Giraud, italienischer Opernsänger (* 1846)
- 19. Oktober: Johann Fürst, österreichischer Volkssänger, Schauspieler und Theaterdirektor (* 1825)
- 02. November: Cenobio Paniagua, mexikanischer Komponist (* 1821)
- 11. November: Victor Chéri, französischer Komponist und Dirigent (* 1830)
- 20. November: Adalbert Keler, ungarischer Komponist (* 1820)
- 05. Dezember: Hippolyte Prosper Seligmann, französischer Violoncellist und Komponist (* 1817)
- 10. Dezember: Károly Seyler, österreichischer Komponist und Regenschori (* 1815)

### Gestorben nach 1882
- Lino A. Boza, kubanischer Komponist, Kapellmeister und Klarinettist (* 1840)